# Alfred Krauss
Alfred Krauss, avstrijski pehotni general in vojaški zgodovinar, * 26. april 1862, Zadar, Dalmacija, † 29. september 1938.

## Življenjepis

### Sremska ofenziva
Avgusta 1914 je feldmaršallaljtnant von Horstein s svojim 9. korpusom odšel z jugovzhodne avstro-ogrske meje s Srbijo v Galicijo in za seboj pustil samo dve diviziji in nekaj manjših enot, ki so pokrivale Srem, vzhodni del Slavonije in del ozemlja v bližini Beograda. V noči med 5. septembrom in 6. septembrom  1914 je srbska 1. armada pod poveljstvom generala Bojovića prekoračila Savo, napadla Srem  in do jutra zavzela Zemun. Srbska vojska se je nato premaknila proti Fruški gori in prodrla do trideset kilometrov globoko na avstro-ogrsko ozemlje.
Alfred Krauss je prišel na srbsko fronto 10. septembra 1914. Zbral je ostanke domobranskih enot 9. in sosednjega 8. korpusa, iz njih sestavil tako imenovan kombiniran korpus in prevzel njegovo poveljstvo. Skupaj s 104. domobransko brigado je nato v zahodnem Sremu vzpostavil obrambno črto in ustavil prodiranje srbske Šumadijske divizije. Naslednji dan je Srbijo iz Bosne in Hercegovine napadel feldzeugmeister Oskar Potiorek in general Bojović se je moral umaniti. Krauss je nato konec septembra na več mestih prekoračil Savo in ponekod prodrl petnajst kilometrov globoko na srbsko ozemlje. Na napad je takoj odgovorila srbska 2. armada pod poveljstvom  generala Stefana Stefanovića in ustavila avstrijski prodor.
Kombiniranemu korpusu je poveljeval do decembra 1914. Januarja 1915 je prevzel poveljstvo 29. pehotne divizije in ji poveljeval do julija 1915. Kmalu po italijanskem napadu na Avstro-Ogrsko je postal načelnik štaba jugozahodne fronte, kamor je spadala tudi Soška fronta, zatem pa načelnik štaba tirolske fronte.

### Soška fronta
12. septembra 1917 je nemški generalštab izdelal načrt za preboj italijanske fronte med Tolminom in Kobaridom. Napad naj bi izvedla 14. nemška armada, v kateri je bilo osem avstro-ogrskih in sedem nemških divizij. Alfred Krauss je kot general pehote poveljeval I. avstrijskemu korpusu.
Napad se je začel 24. oktobra 1917. Kraussov I. korpus je pri preboju fronte igral ključno vlogo. Njegova naloga je bila zasesti črto med Skutnikom (1.720m) in Stolom (1.673m) nad dolino reke Učje zahodno od Žage in nato napredovati proti Čenti (Tercentu) in Tilmentu. Njegova druga naloga je bila napad z Rombona proti prelazu Prevala ter pomoč III. korpusu, ki je napadel v smeri proti Kobaridu. Nemško-avstrijska ofenziva je dosegla mnogo večji uspeh, kot so pričakovali, zato je kasneje dobila naziv Čudež pri Kobaridu. 

### Vzhodna fronta
Alfred Krauss je na začetku maja 1918 od feldmaršala Edvarda Böhm-Ermollija prevzel poveljstvo 2. avstro-ogrske armade, ki se je zatem preoblikovala v Vzhodno armado in postala okupacijska vojska v vzhodni Ukrajini. Njena glavna naloga je bila braniti ukrajinsko ozemlje pred vdorom ruske sovjetske vojske. Krauss je ostal njen poveljnik tudi po sklenitvi Versajskega miru leta 1918. Po vojni je nadzoroval umik nemških in avstrijskih enot iz Ukrajine, kasneje pa tudi iz Turčije.  

### Obdobje po vojni
Alfred Krauss je kmalu po vojni napisal knjigo »Die Ursachen unserer Niederlage« (Vzroki našega poraza), potem pa še knjigi »Theorie und Praxis in der Kriegkunst« (Teorija in prasa v veščini vojskovanja) in  »Das Wunder von Karfreit« (Čudež pri Kobaridu).